# Amelia Curran

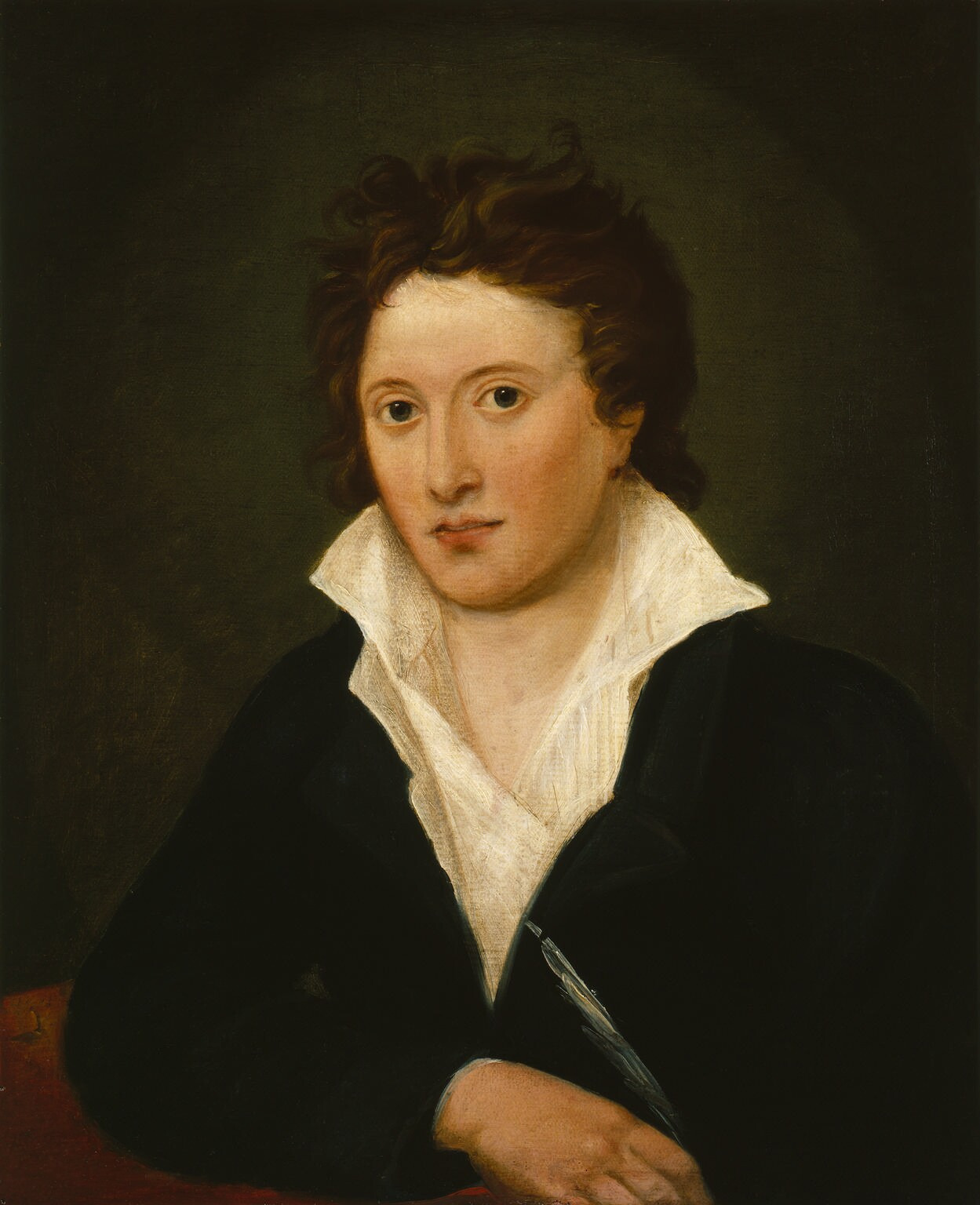
Retrat de Percy Bysshe Shelley, 1819 per Amelia Curran

Amelia Curran (1775 - 1847) va ser una pintora irlandesa. Era la filla menor de l'advocat John Philpot Curran i de la seva esposa, Sarah Creagh. La seva germana, Sarah Curran, era la promesa de Robert Emmet.

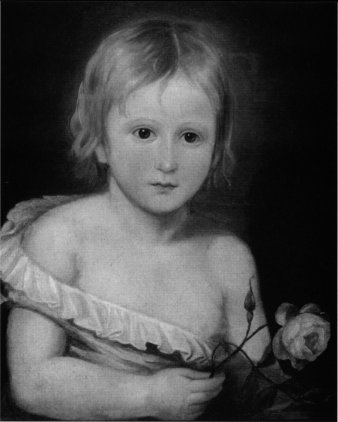
Retrat de William Shelley per Amelia Curran

Amelia va formar part de l'Església d'Irlanda durant els primers anys de la seva vida.
El 1810, a través del seu pare, va conèixer William Godwin i Aaron Burr. Poc després va conèixer a qui seria el seu amic durant tota la seva vida, el poeta Percy Bysshe Shelley. La primera esposa de Shelley, Harriet, no li tenia estima, ja que creia que flirtejava amb el seu espòs.
El 1812, quan Percy Shelley va viatjar a Irlanda a realitzar una campanya en contra de les injustícies comeses pels britànics, Amelia va ser la seva companya de viatge, i ho va presentar al seu pare, un dels líders de la causa. Més tard va viatjar a Roma i va fer amistat amb la segona esposa de Shelley, Mary Shelley.
L'any 1821, es va traslladar a Nàpols, on es va convertir al catolicisme. Es va mudar a París a l'any següent, on va córrer el rumor fals que havia contret matrimoni i després s'havia separat d'un home. Va tornar a Roma el 1824, on va passar la resta de la seva vida.
Va pintar retrats de Shelley diverses vegades. Es troben entre les poques pintures de Shelley fetes durant la seva vida, i les úniques de la seva adultesa. Es destaquen per les seves característiques particulars, i la seva vistosa similitud amb el retrat de Guido Reni de Beatrice Cenci, la qual era una de les pintures favorites del poeta. Tres dels seus retrats es troben a la National Portrait Gallery, de Londres. També va realitzar còpies de diverses «Madonnes» del Renaixement.
Va morir el 1847 a Roma, i va ser enterrada a l'Església Sant Isidore. El que seria el cardenal Newman va presidir la missa celebrada pel seu funeral.